# Борис Поцков
Борис (Боро) Лямов Поцков, известен още като Мирко Испанецът, е югославски партизанин, участник в комунистическата съпротива във Вардарска Македония, а по-късно генерал-майор от Югославската  народна армия.

## Биография
Роден е на 18 април 1916 година в град Струмица, България в семейството на Лямо и Фроса. Завършва три класа в гимназията. По-късно започва да учи печатарство. Присъединява се към Синдиката на графическите работници. През 1937 г. става член на СКМЮ, а през 1938 година и на ЮКП. Включва се в Испанската гражданска война и на 1 април 1938 влиза в батальона „Дивизинарио“, част от 45-а интернационална дивизия. Ранен е в битката при Ебро през септември 1938 г. След войната е пленен и отведен в лагера Гирос във Франция. След това изпратен заедно с 50 човека в Хале за извършване на тежък физически труд. Избягва от там и заминава за Загреб, Кралство Югославия и участва в комунистическата съпротива. През септември 1941 г. се установява в Сараево, Босна и Херцеговина. През 1943 година е назначен за командир на Пета оперативна зона на НОВ и ПОМ. По-късно става командир на Кумановския народоосвободителен партизански отряд и Струмишкия народоосвободителен партизански отряд. От 23 април 1945 година е командир на Четиринадесета македонска младежка ударна бригада „Димитър Влахов“. Бил е командир на Двадесет и първа македонска ударна бригада. След това е командир на батальон, командир на дивизия на ЮНОА. Делегат е на Първото заседание на АСНОМ. След Втората световна война работи известно време в Управлението за държавна сигурност (УДБА). От декември 1947 г. започва да учи във Военната академия „Фрунзе“ в СССР. След резолюцията на Коминформбюрото, довела до раздяла между Тито и Сталин, през юни 1948 г. води до завръщането му в Югославия. През 1955 г. завършва Военната академия в Белград. От 1955 до 1956 г. е началник-щаб на 45-а дивизия в Лесковац. В периода 1956-1963 г. е офицер в Управлението за обучение на Генералния щаб на ЮНА в Белград. От 1963 до 1964 г. е помощник-командир на Скопската армейска област. Между 1964 и 1965 г. е офицер по персонала на ЮНА. Излиза в запаса 1 май 1965 г. Носител на Партизански възпоменателен медал 1941 година.

## Награди
- Партизански възпоменателен медал 1941 година
- Орден за храброст;
- Орден на партизанската звезда със златен венец;
- Орден за заслуги пред народа със златна звезда;
- Орден за заслуги пред народа със сребърна звезда;
- Орден на братството и единството със златен венец;
- Орден на Народната армия със златна звезда;
- Орден на Народната армия със сребърна звезда;
- Орден за военни заслуги с голяма звезда;